# Compsobuthus brevimanus
Espèce
Synonymes
- Buthus acutecarinatus brevimanus Werner, 1936

Compsobuthus brevimanus est une espèce de scorpions de la famille des Buthidae.

## Distribution
Cette espèce est endémique du Yémen. Elle se rencontre vers Sanaa.

## Systématique et taxinomie
Cette espèce a été décrite sous le protonyme Buthus acutecarinatus brevimanus par Werner en 1936. Elle est élevée au rang d'espèce et placée dans le genre Compsobuthus par Vachon en 1949.

## Publication originale
- Werner, 1936 : « Neu-Eingänge von Skorpionen im Zoologischen Museum in Hamburg. » Festschrift zum 60. Geburtsage von Professor Dr. Embrik Strand, vol. 2, p. 171-193.